# Lófou
Lófou (grec moderne : Λόφου) est un village chypriote situé dans le district de Limassol.